# Declaración del 1 de agosto
La Declaración del 1 de agosto (en chino: 八一宣言, romanizado: bā yī xuānyán) es una declaración hecha por el Partido Comunista de China bajo el Séptimo Congreso Mundial de la Internacional Comunista. El 1 de agosto de 1935 durante la Larga Marcha, el Comité Central del Partido Comunista de China hizo público el "Mensaje a todos los compatriotas sobre la resistencia contra los japoneses y la salvación nacional" (en chino: 為抗日救國告全體同胞書), una declaración bien publicitada pidiendo a la nación que organice un Frente Unido nacional para la resistencia contra Japón.
La declaración hizo un llamado al Kuomintang para poner fin a la guerra civil china y unir al "pueblo" para resistir la invasión japonesa. Fue uno de los primeros pasos para reorganizar el Segundo Frente Unido, que no se declaró hasta 1937, cuando el Incidente de Xi'an y el estallido de la segunda guerra sino-japonesa obligaron a los nacionalistas a trabajar juntos con el Partido Comunista.
También presentó la propuesta de que las personas en todo el país, independientemente de la clase o partido, deberían unirse y organizar un "Gobierno de Defensa Nacional" y "Fuerzas Aliadas Antijaponesas para la Salvación Nacional".